# Мормерланд
Мормерланд (њем. Moormerland) општина је у њемачкој савезној држави Доња Саксонија. Једно је од 19 општинских средишта округа Лер. Према процјени из 2010. у општини је живјело 22.500 становника. Посједује регионалну шифру (AGS) 3457014.

## Географски и демографски подаци
Мормерланд се налази у савезној држави Доња Саксонија у округу Лер. Општина се налази на надморској висини од 1 метара. Површина општине износи 122,3 km². У самом мјесту је, према процјени из 2010. године, живјело 22.500 становника. Просјечна густина становништва износи 184 становника/km².